# Kochummenaspis filiorum
Kochummenaspis filiorum är en insektsart som beskrevs av Sadao Takagi 2003. Kochummenaspis filiorum ingår i släktet Kochummenaspis och familjen pansarsköldlöss. Inga underarter finns listade i Catalogue of Life.